# أولمبيك سيدي بوزيد
أولمبيك سيدي بوزيد، هو فريق كرة قدم تونسي من مدينة سيدي بوزيد ينشط الفريق في الرابطة التونسية المحترفة الثانية في موسم 2023–24.
عُرف الفريق سابقاً باسم «النجم الأولمبي بسيدي بوزيد» قبل أن يتغير اسمه إلى «أولمبيك سيدي بوزيد» سنة 2017. اثر النزول للرابطة الثانية لكرة القدم.
نشط أولمبيك سيدي بوزيد موسم 2014-2015 في الرابطة التونسية الثانية لكرة القدم وتمكن من الفوز في مرحلة البلاي أوف والصعود إلى الرابطة المحترفة الأولى لكرة القدم للمرة الأولى منذ تأسيسه.

## الرؤساء
| - علي البدري - عمار العافي - عبد الرزاق دالي - إبراهيم النصيري - عمار العافي | - معز الصالحي - محمد عمري - رشيد الفتيني - عبد القادر العافي - رشيد الفتيني - معز الصالحي - محمد طيب حجلاوي - رياض اليوسفي |

## وصلات خارجية
- صفحة أولمبيك سيدي بوزيد على موقع كوووة.
- الموقع الرسمي للجامعة التونسية لكرة القدم